# Geitonia
Geitonia là một chi bướm đêm thuộc họ Geometridae.